# Saint James (Trinidad og Tobago)
Saint James er en forstad til Trinidad og Tobagos hovedstad Port of Spain.
Rapperen Nicki Minaj er født i denne forstad.[kilde mangler]
10°40′25″N 61°32′02″V / 10.6736°N 61.5338°V